# پرث
پرث یا پرت (به انگلیسی: Perth) مرکز ایالت و بزرگترین شهر استرالیای غربی در کشور استرالیا است. همچنین این شهر چهارمین شهر بزرگ استرالیا نیز محسوب می‌شود که فاصله آن تا سیدنی نزدیک به ۳۸۰۰ کیلومتر است. پرث یک کلان‌شهر با شهرهای پیرامونی و شهرداری‌های بسیاری است. جمعیت خود پرث در سال ۲۰۲۱ برابر با ۲٬۱۹۲٬۲۲۹ نفر بود. پرث در ساحل غربی استرالیا در نزدیکی اقیانوس هند و در دهانه رودخانه سوان واقع شده‌است.
این شهر یکی از بهترین شهرهای برای سکونت  (بیست و یکمین در سال ۲۰۱۹) در میان شهرهای جهان است.
این شهر با سایر مراکز جمعیتی استرالیا فاصله زیادی دارد. فرودگاه بین‌المللی پرث چهارمین فرودگاه پررفت‌وآمد این کشور است. یک خط راه‌آهن، راه‌آهن سراسری استرالیا، پرث را به آدلاید، نزدیک‌ترین شهر بزرگ، در فاصله ۲۷۰۰ کیلومتری، پیوند می‌دهد.
این شهر در سال ۱۸۲۹ توسط کاپیتان اسکاتلندی نیروی دریایی سلطنتی بریتانیا «جیمز استرلینگ» (James Stirling) بنیان‌گذارده شد. کارخانه‌های دو برند خودروسازی استرالیایی در پرث قرار داشتند. این شهر همچنین دارای دو تیم فوتبال استرالیایی است.

## تاریخ

### مردم بومی
تحقیقات باستان‌شناسی نشان می‌دهد که بومیان استرالیا ۳۸ هزار سال پیش در منطقه پرث زندگی می‌کردند. در زمان استعمار اروپا، نیونگاه‌ها به عنوان شکارچی-گردآورنده در جنوب غربی استرالیا زندگی می‌کردند. تالاب‌های دشت ساحلی اطراف رودخانه سوان برای مردم بومی اهمیت معنوی داشت - این تالاب‌ها در افسانه‌های مربوط به داستان‌های رؤیایی ظاهر می‌شدند - و منبع مهمی برای غذا بودند.
مردم قوم نیونگاه منطقه ای را که پرث بعدی در آن ساخته شد «بورلو» می‌نامیدند. 'بورلو' بخشی از زیستگاه قبیله مورو از قوم نیونگاه بود. زمانی که انگلیسی‌ها در آنجا مستقر شدند، یلاگونگا رهبر موروها بود. او در سال ۱۸۴۳ درگذشت. موروها تنها یکی از چندین قبیله نیونگاه بودند که در حوضه رودخانه سوان زندگی می‌کردند و زبان آن‌ها بخشی از گروه گویشی وادجوک بود. وادجوک یکی از چهارده گروه گویشی بود که گروه اجتماعی-زبانی نیونگاه را تشکیل می‌داد. گاهی اوقات به آن بیبولمون نیز می‌گویند.
در ۱۹ سپتامبر ۲۰۰۶، دادگاه فدرال استرالیا حکم داد که قوم نیونگاه یک مالکیت معتبر بومی بر پرث دارد. دو سال بعد، این دادخواست دوباره رد شد.

### مشاهدات اولیه اروپایی‌ها
باور بر این است که پرتغالی‌ها اولین اروپایی‌هایی بودند که در دهه ۱۵۲۰ سواحل غربی استرالیا را دیدند. هلندی‌ها راه آنها را در اوایل قرن هفدهم دنبال کردند. اولین مشاهده مستند اروپایی رودخانه سوان توسط ویلم دِ فلامینگ در ۱۰ ژانویه ۱۶۹۷ انجام شد. او رودخانه سوان و جزیره راتنست را کاوش کرد و نام برد. یک سفر اکتشافی فرانسوی به رهبری نیکولاس باودین نقشه رودخانه سوان را در سال ۱۸۰۱ ترسیم کرد.

### مستعمره بر رودخانه سوان

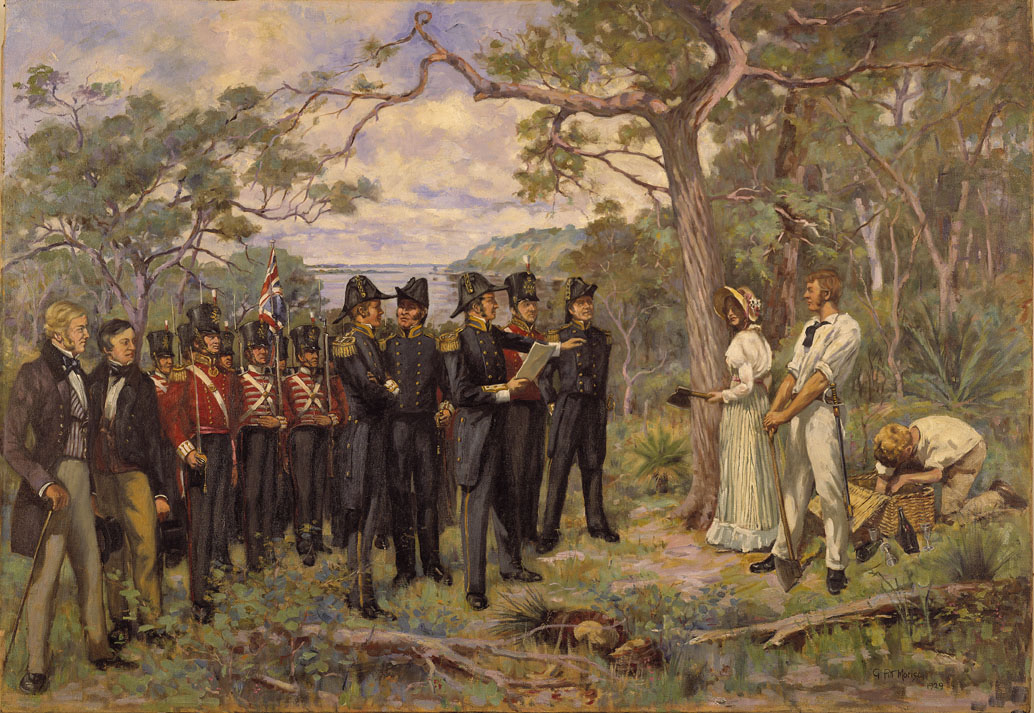
بنیاد تشریفاتی پرث در ۱۲ اوت ۱۸۲۹ توسط جورج پیت موریسون

دولت بریتانیا به امید تسهیل تجارت با شرق و ترس از افتادن بخش غربی قاره استرالیا به دست فرانسه، به فرماندار مستعمره نیو ساوت ولز دستور داد تا در آنجا شهرک سازی کند. در سال ۱۸۲۴ یک شهرک در جزیره ملویل و در سال ۱۸۲۶ در کینگ جورج ساوند برپا شد.
با این حال، کاپیتان جیمز استرلینگ احساس کرد که استقرار در دهانه رودخانه سوان مناسب تر است. او در سال ۱۸۲۷ رودخانه را کاوش کرد، در سال ۱۸۲۸ در لندن لابی کرد و در سال ۱۸۲۹ این مستعمره را بر روی رودخانه سوان تأسیس کرد. استرلینگ به درخواست جورج موری، رئیس وقت دفتر استعمار، مرکز مستعمره تازه را پرث نامید که نام زادگاه جورج موری، یعنی شهر پرث اسکاتلند بود. پرث به‌طور رسمی در ۱۲ اوت ۱۸۲۹ تأسیس شد. این مناسبت با قطع یک درخت توسط هلن دَنس، همسر ناخدای کشتی اچ‌ام‌اس سولفور (۱۸۲۶) انجام شد.
جان سپتیموس رو نقشه‌های پرث، فریمانتل و گیلدفورد را ترسیم کرد. در گیلدفورد، محصولات کشاورزی برای صادرات به سوی سوان فرستاده شد، فریمانتل بندر دریایی و پرث مرکز اداری و نظامی مستعمره بود. این سه مرکز به کندی توسعه یافتند.
اگرچه روابط با نیونگاه‌ها در ابتدا دوستانه بود، اما رشد مستعمره، و اشغال و اشغال بیشتر و بیشتر قلمرو، منجر به درگیری شد. میجِگورو، بزرگِ قبیله وادجوک در سال ۱۸۳۳ اعدام شد و پسرش ییگن به قتل رسید. در سال ۱۸۳۴ قتل‌عام پینجارا اتفاق افتاد.
وقتی یلاگونگا در سال ۱۸۴۳ درگذشت، قبیله او متلاشی شده و از قلمرو خود رانده شده بود. چند تن از افراد قبیله به سمت شمال به باتلاق سِوم یا «بوجامولینگ» که بعداً هاید پارک نام گرفت، عقب‌نشینی کردند.

### مستعمره کیفری و کشف طلا

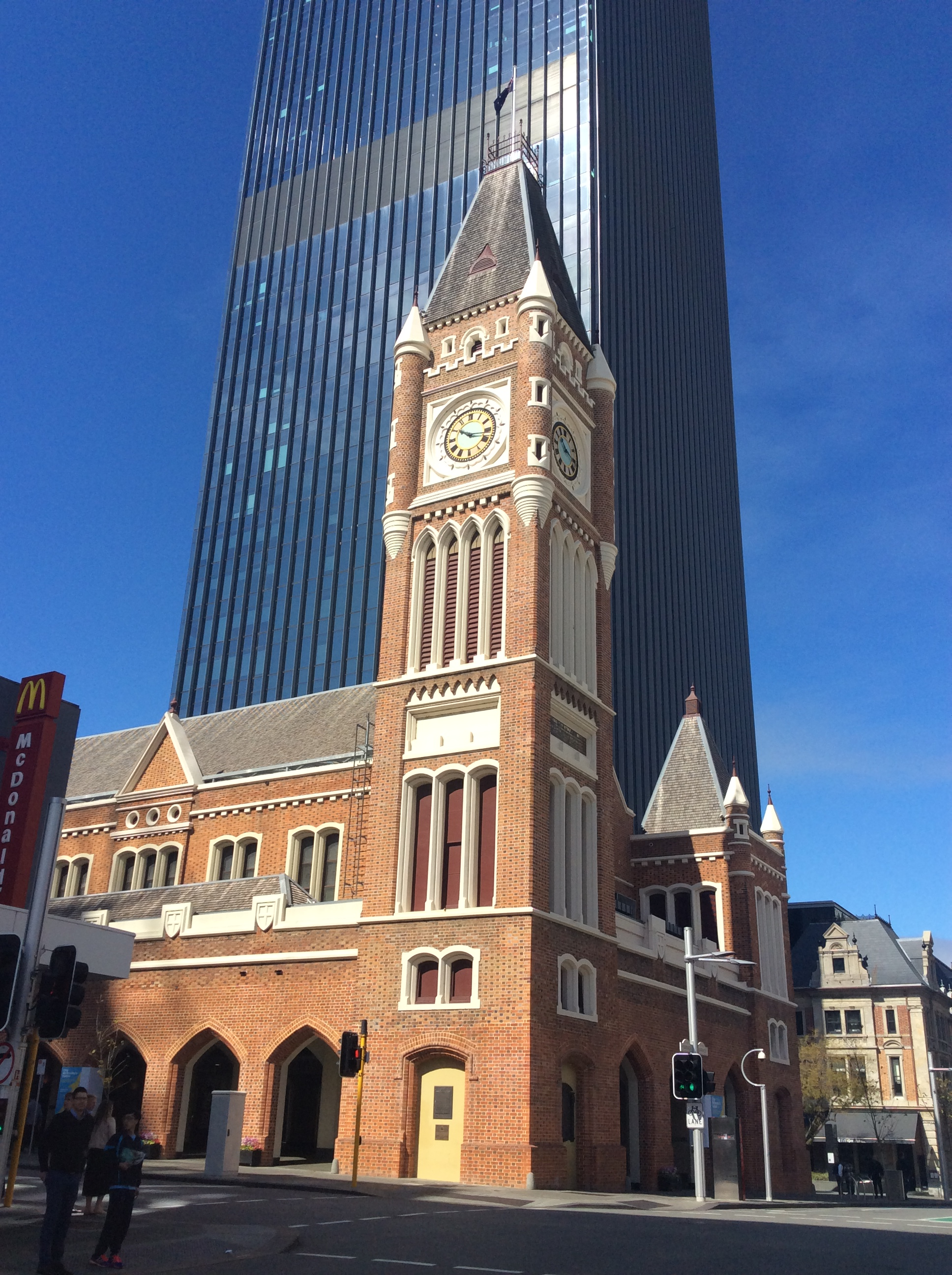
تالار شهر پرث که توسط کارگران زندانی ساخته شده‌است.

از آنجایی که فرستادن زندانیان به مستعمرات شرقی در استرالیا رو به کاهش گذاشت، استرالیای غربی در سال ۱۸۵۰ به درخواست کشاورزان و صاحب‌کاران محل به دلیل کمبود نیروی کار به مستعمره کیفری تبدیل شد. در کمتر از بیست سال، تقریباً ده هزار زندانی بریتانیایی به این مستعمره آورده شدند.
در سال ۱۸۵۴ ملکه ویکتوریا به پرث جایگاه رسمی به عنوان شهر اعطا کرد. اولین جلسه شورای شهر پرث در ۱۰ دسامبر ۱۸۵۸ برگزار شد. در سال ۱۸۷۷ پرث توسط یک خط تلگراف به آدلاید متصل شد. راه‌آهن شرقی از فریمانتل به گیلدفورد در سال ۱۸۸۱ و خط آرمادیل از پرث به آرمادیل در سال ۱۸۹۸ افتتاح شد.
در پایان سده نوزدهم در اطراف کولگاردی و کالگورلی طلا کشف شد. تب طلا به دنبال آن باعث شد که جمعیت پرث به شدت افزایش یابد.

### عضویت در همسودها و پس از آن
استرالیای غربی در سال ۱۹۰۱ به کشورهای مشترک‌المنافع استرالیا پیوست. این آخرین مستعمره استرالیا بود که به همسودها پیوست و تنها پس از دریافت برخی امتیازات از سایر مستعمرات این کار را انجام داد. این امتیازات شامل ساخت یک خط آهن بین پورت آگوستا و کالگورلی در چارچوب راه‌آهن سراسری استرالیا بود که پرث را به ایالت‌های شرقی متصل می‌کند. پرث همچنین مرکز ایالت شد.
اولین دانشگاه پرث، دانشگاه استرالیای غربی، در سال ۱۹۱۱ افتتاح شد. در سال ۱۹۳۰ این شهر از طریق یک خط تلفن به آدلاید به شبکه تلفن استرالیا متصل شد.
استخراج معادن استرالیای غربی دوباره در دهه ۱۹۶۰ و در سراسر دهه ۱۹۷۰ رونق گرفت. این به‌طور قابل توجهی دورنمای شهری ناحیه تجاری مرکزی (CBD) پرث را تغییر داد. این شهر در سال ۱۹۶۲ پس از آن که جمعیت آن - که در آن زمان نیم میلیون نفر بود، به هنگام عبور فضانورد آمریکایی جان گلن با مدارگرد مرکوری-اطلس ۶ از فراز پرث، چراغ‌های منازل خود را روشن کردند، به «شهر چراغان» معروف شد. این کار دوباره در سال ۱۹۹۸ انجام شد. در سال ۱۹۹۲ راه‌آهن اتصال پرث به Joondalup تکمیل شد.
بین سال‌های ۲۰۰۵ تا ۲۰۱۵، معدن‌کاری در استرالیای غربی اوج دیگری را تجربه کرد. پس از ژاپن در دهه‌های ۱۹۶۰ و ۱۹۷۰، چین اکنون تقاضای مواد خام را به سطوح بی‌سابقه ای می‌رساند. جمعیت شهر به شدت افزایش یافت و زیرساخت‌های منطقه بسیار توسعه پیدا کرد. بسیاری از معدن‌کاران در شهر نشیمن گزیدند و تحت طرح‌های فیفو کار می‌کردند. هزینه زندگی در پرث بر همین اساس افزایش یافت و این شهر گران‌ترین شهر در بین تمام شهرهای استرالیا شد.

### جدول زمانی
| ۸–۱۶ مارس ۱۸۲۷ | کاوش در رودخانه سوان اثر جیمز استرلینگ. |
| ۳ ژوئن ۱۸۲۹    | کشتی پارملیا با جیمز استرلینگ و جان سپتیموس رو در کشتی به سمت کوکبرن ساوند حرکت می‌کند.                                                                                      |
| ۱۷ ژوئن ۱۸۲۹   | اعلامیه رسمی مستعمره در رودخانه سوان. |
| ۱۲ اوت ۱۸۲۹    | بنیاد رسمی شهر پرث. هلن دنس، همسر کاپیتان رقص کشتی اچ‌ام‌اس سولفور (۱۸۲۶)، به همین مناسبت درختی را قطع می‌کند.                                                                 |
| ۱۸۳۶           | دادگاه قدیمی در حال ساخت است. |
| ۱۸۵۴           | پرث رسماً تبدیل به شهر می‌شود و روشنایی گاز می‌گیرد. |
| ۱۸۷۰           | تالار شهر پرث در حال ساخت است. |
| ۱۸۷۲           | کینگز پارک نام خود را گرفته‌است. |
| ۱۸۷۷           | پرث با خط تلگراف به آدلاید متصل می‌شود. |
| ۱۸۸۱           | راه‌آهن بین پرت و گیلدفورد افتتاح شد. |
| ۱۸۸۸           | «کلیسای جامع سنت جورج» در حال ساخت است. |
| ۱۸۹۳           | «ایستگاه پرث» طراحی شده توسط جورج تمپل-پول افتتاح شد. |
| ۱۸۹۸           | باغ وحش پرث و خط آرماادیلل باز می‌شوند. |
| ۱۸۹۳           | راه‌آهن جنوب غربی به بانبری وارد آغاز به کار می‌کند. |
| ۱۸۹۹           | "کوئینز گاردنز" در حال توسعه است، ضرابخانه پرث باز می‌شود و ترامواهای برقی شروع به کار می‌کنند.                                                                               |
| ۱۹۱۱           | دانشگاه استرالیای غربی تأسیس شد. |
| ۱۹۵۸           | شبکه تراموا از سرویس خارج می‌شود. |
| ۱۹۷۳           | "سالن کنسرت پرث" افتتاح شد. |
| ۱۹۷۶           | "ساختمان AMP" در حال صاف کردن است. |
| ۱۹۷۸           | «برج فرماندار استرلینگ» در حال ساخت است. |
| ۱۹۸۸           | "ساختمان بانک غربی" افتتاح می‌شود. |
| ۱۹۹۱           | "Exchange Plaza" در حال ساخت است. |
| ۱۹۹۲           | راه‌آهن بین پرث و جوندالوپ در حال تکمیل است. بلندترین آسمان خراش شهر، «پارک مرکزی» با ارتفاع ۲۲۶ متر، در حال صاف کردن است.                                                   |
| ۲۰۰۱           | "برج ناقوس قو" افتتاح می‌شود. |
| ۲۰۰۷           | راه‌آهن به ماندوره راه اندازی شد. |
| ۲۰۱۳           | فاز اول پروژه PTA 'Perth City Link' در حال تکمیل است. راه‌آهن از فرمنتل در زیر زمین گذاشته می‌شود. در بالای آن، از جمله، پرث آرنا ساخته شد و میدانی به افتخار یاگان ساخته شد. |
| ۲۰۱۶           | «الیزابت کوی» در حال اتمام است. فاز دوم «پیوند شهر پرث» با موفقیت به پایان می‌رسد: یک ایستگاه اتوبوس زیرزمینی جایگزین «ایستگاه اتوبوس خیابان ولینگتون» خواهد شد.             |

## جغرافیا

### حوزه داد و ستد مرکزی

محدود کردن LGAها بر اساس "طرح منطقه شهری"

قلب پرث ناحیه تجاری مرکزی (CBD) است. سی‌بی‌دی از جنوب و شرق با رودخانه سوان، از غرب با «پارک کینگز» و از شمال با پل شمالی هم‌مرز است. پروژه PTA 'Perth City Link' راه‌آهن‌های جداکننده سی‌بی‌دی و نورث‌بریج را در دهه دوم قرن بیست و یکم به زیر زمین منتقل کرد. این امر فضا را برای پرث آرنا، چهار ساختمان اداری و «میدان ییگن»، میدانی به افتخار ییگن آزاد کرد.
«تراس سنت جورج» خیابان اصلی سی‌بی‌دی است و به موازات رودخانه سوان امتداد دارد. ساختمان‌های اداری مرتفع زیادی وجود دارد که شرکت‌های چندملیتی و بزرگ در آنها مستقر هستند. کافه‌ها، رستوران‌ها و مغازه‌ها به کارمندان خدمات ارائه می‌دهند. 'سنترال پارک' با ارتفاع ۲۲۶ متر، بلندترین آسمان‌خراش این شهر است. «خیابان هی» و «خیابان موری» برای خرید و سرگرمی معروف هستند.

### منطقه شهری پرث
منطقه شهری پرث تقریباً ۱۲۵ کیلومتر از «تو راکز» در شمال تا سینگلتون در جنوب و تقریباً ۵۰ کیلومتر از ساحل در غرب تا موندارینگ در شرق امتداد دارد. به این ترتیب این منطقه بیش از ۶۴۰۰ کیلومتر مربع مساحت دارد.
بر اساس قانون برنامه‌ریزی و توسعه ۲۰۰۵، محدوده شهری از ۳۰ منطقه مدیریت محلی (LGAs) تشکیل شده‌است. مناطق مدیریت محلی هم‌مرز با پرث عبارتند از: شهر وانرو و شهر سوان در شمال، شایر موندارینگ، شهر کالاموندا و شهر آرمادیل در شرق، شایر سرپنتاین-جارادیل در جنوب شرقی، و شهر راکینگهام در جنوب غربی. جزیره راتنست و جزیره گاردن در سواحل غربی قرار دارند و همچنین بخشی از پرث هستند. این طرح‌بندی مطابق با طرح منطقه شهری (MRS) و بخش آماری پرث عمده اداره آمار استرالیا (ABS) است.
مرز محدوده شهری گاهی اوقات نیز متفاوت تعریف می‌شود. علاوه بر ۳۰ LGA فوق، «پرت بزرگ» یا «منطقه آماری شهر پایتخت بزرگ» از ABS نیز شامل شهر ماندورا و «منطقه آماری سطح ۲ پینجارا» در شایر موری است.

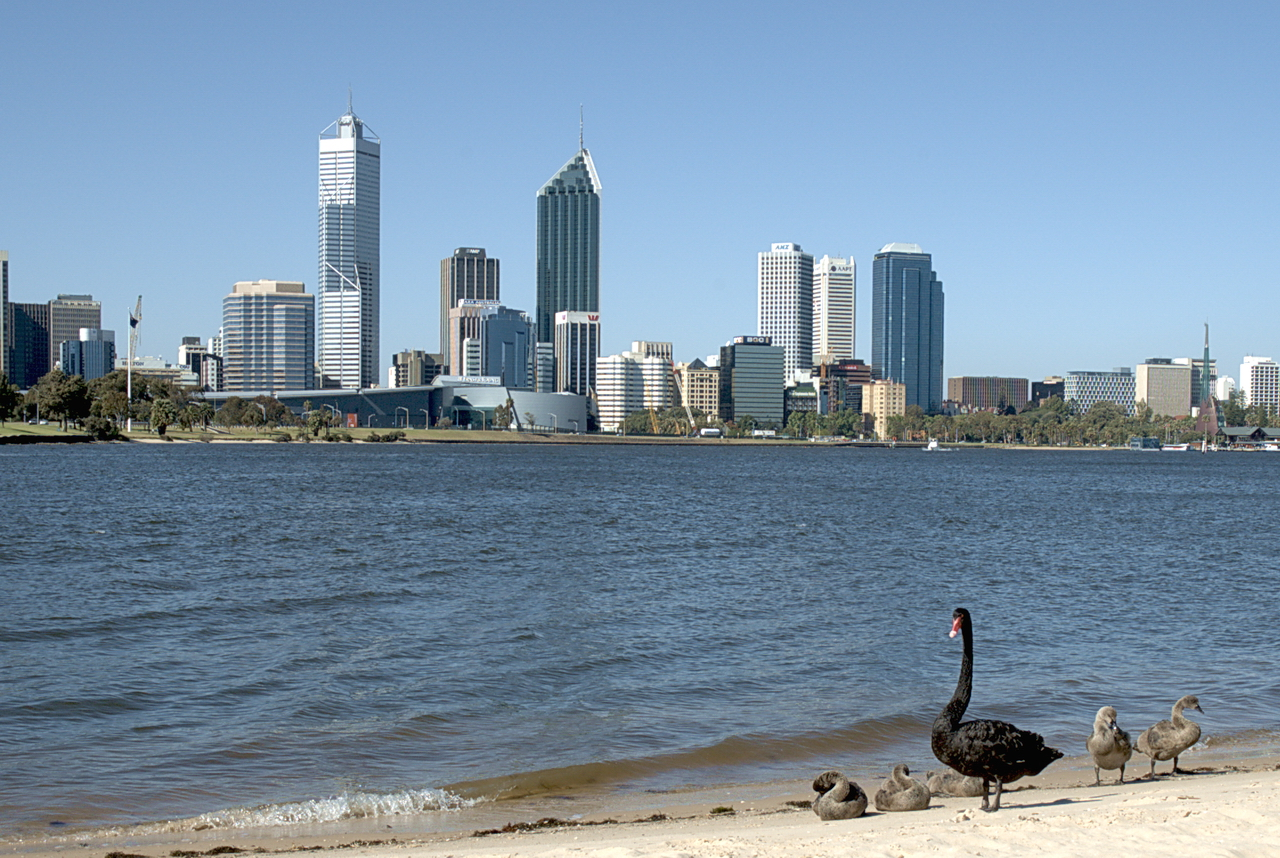
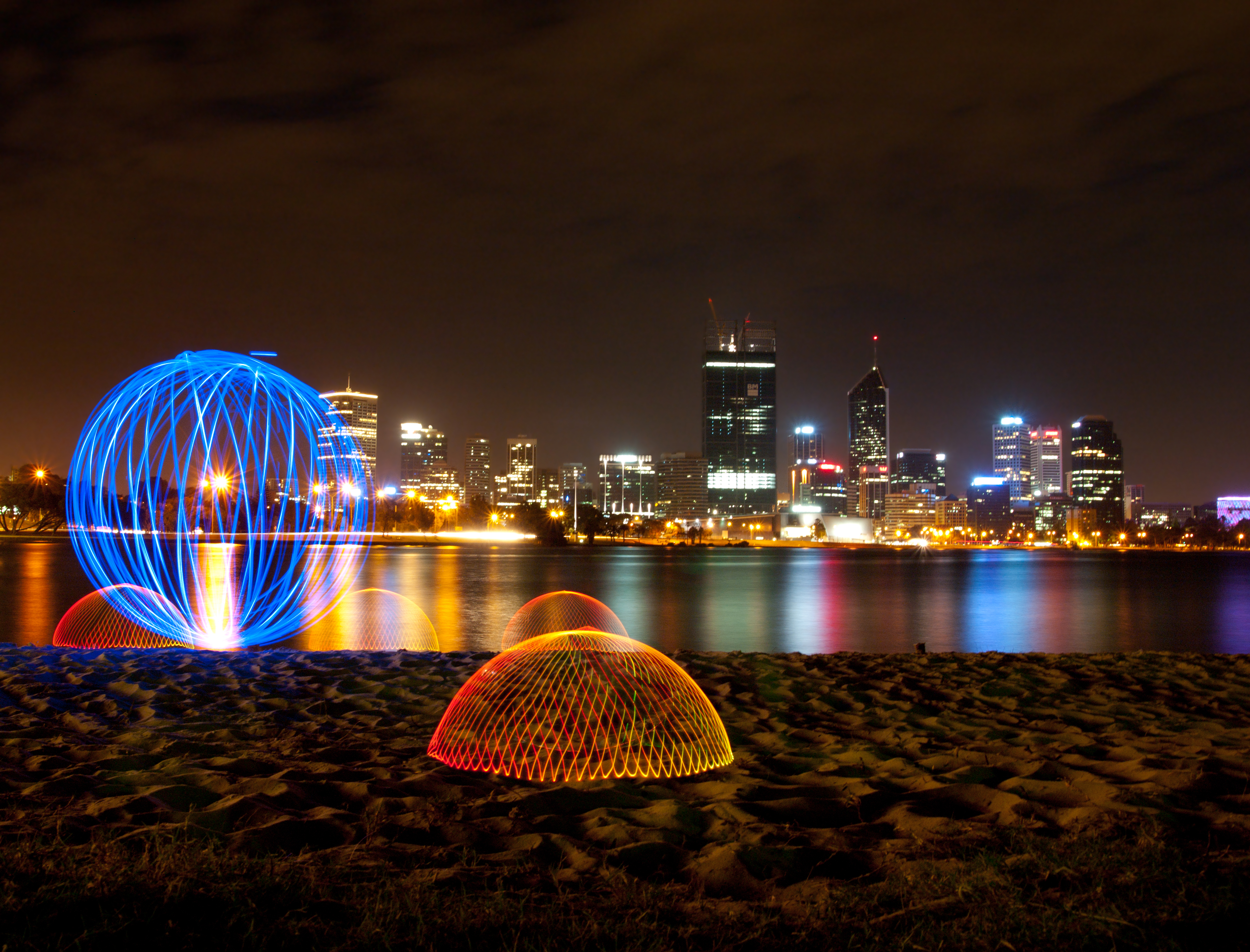
نقاشی نور، گوی و گنبد در ساحل رودخانه سوان، پرث در غرب استرالیا
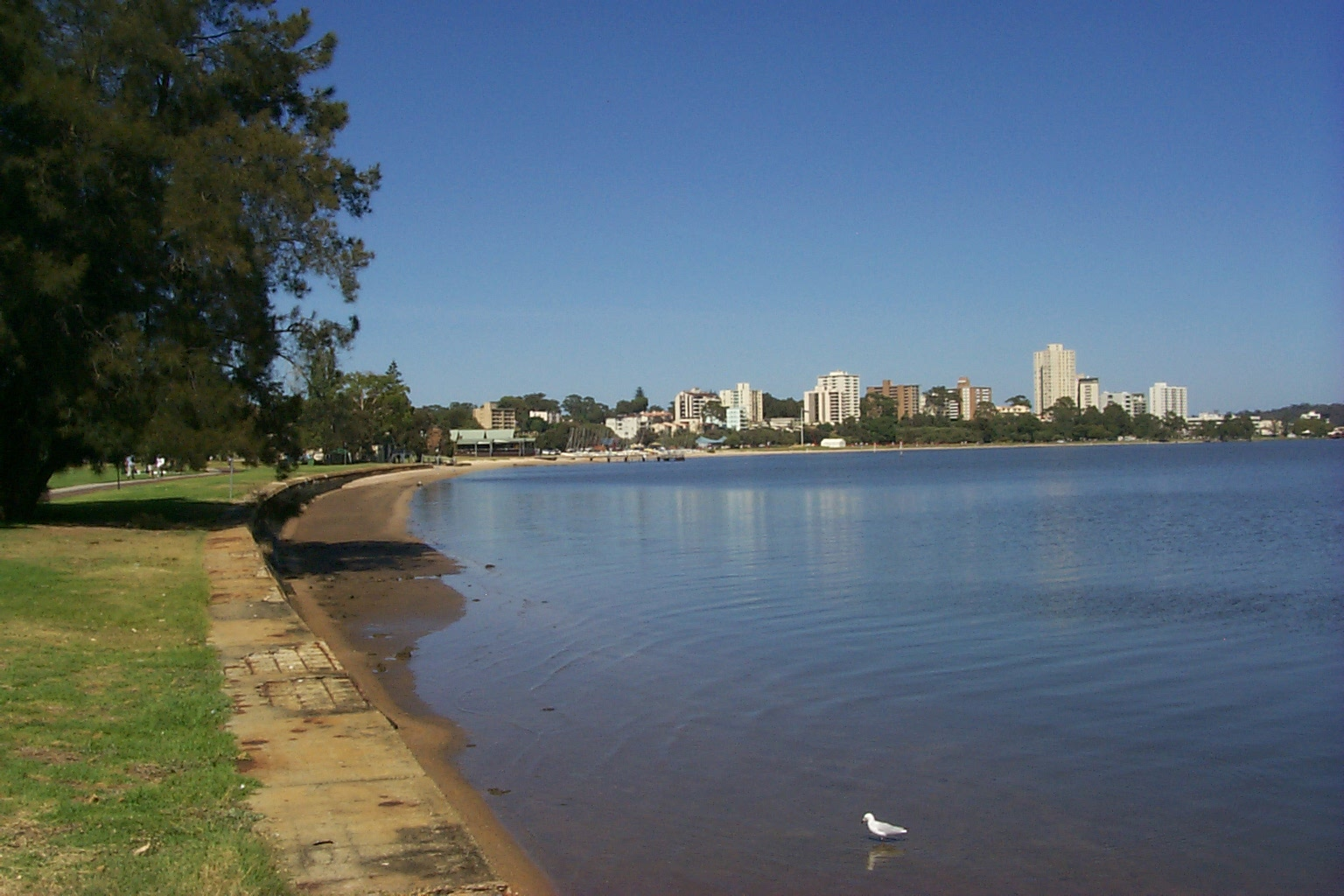
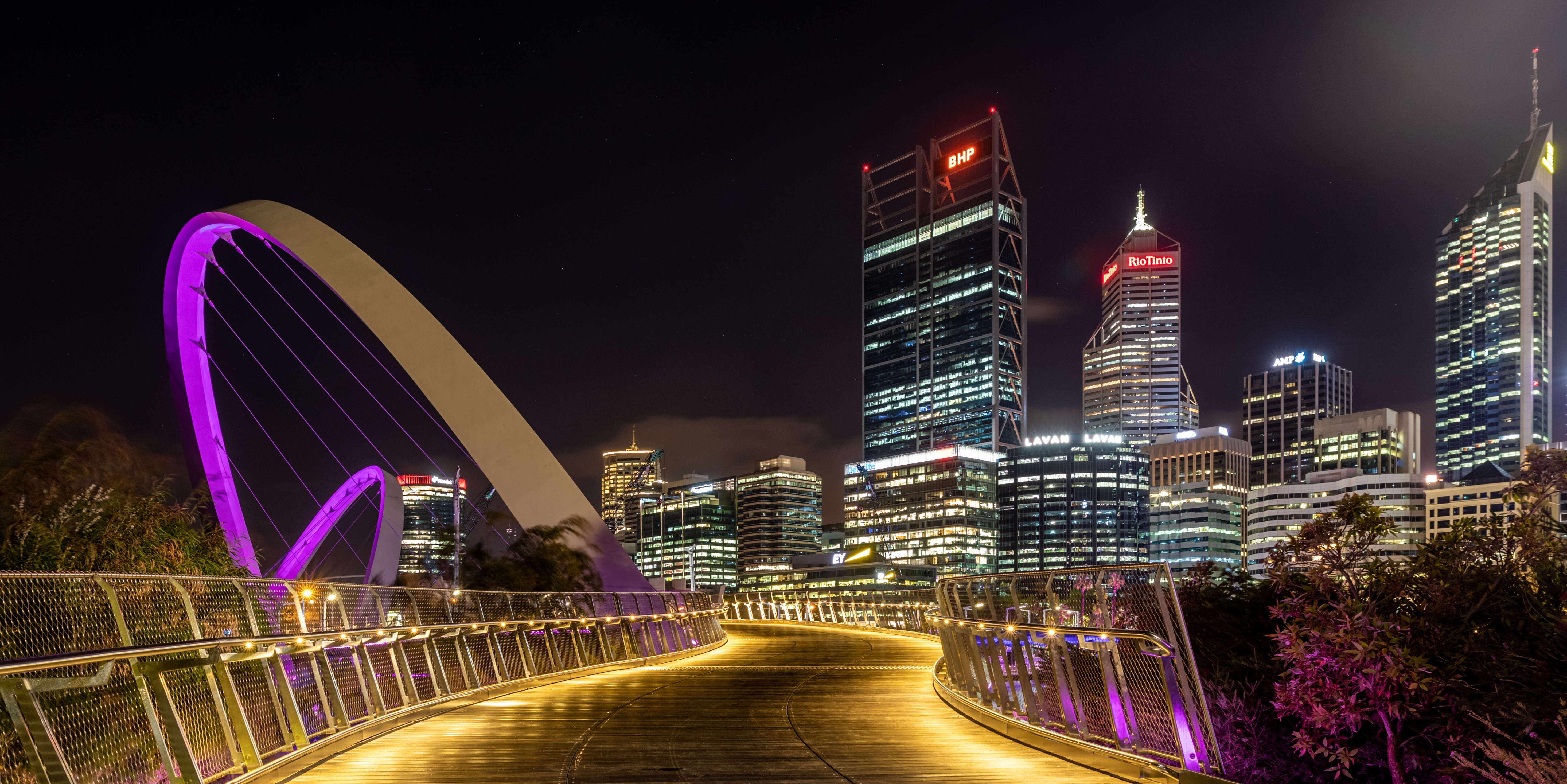
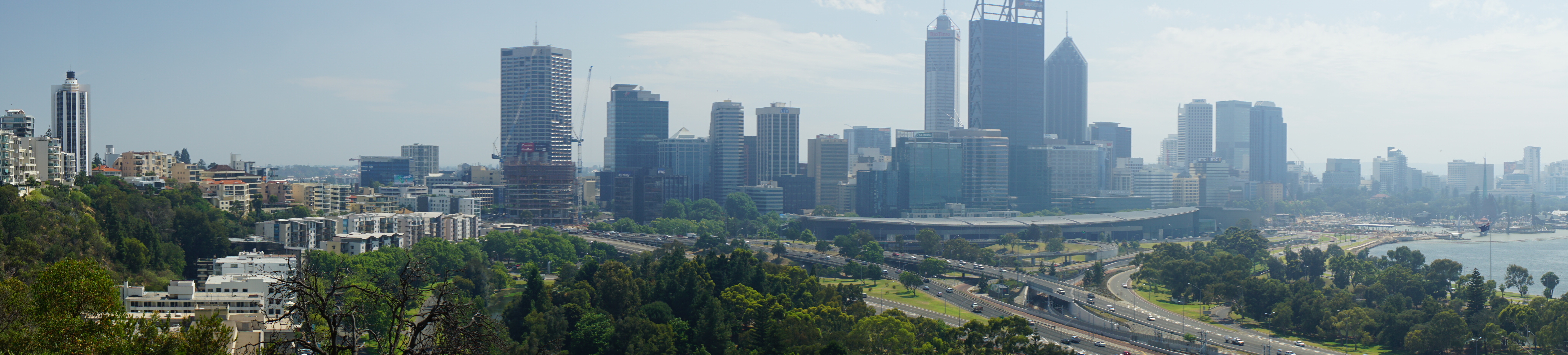
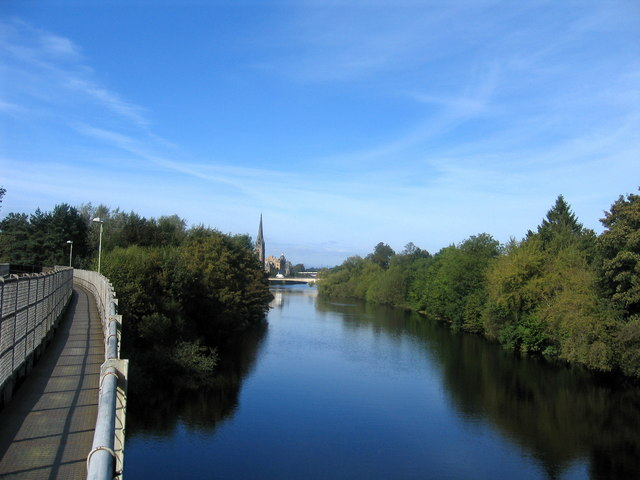
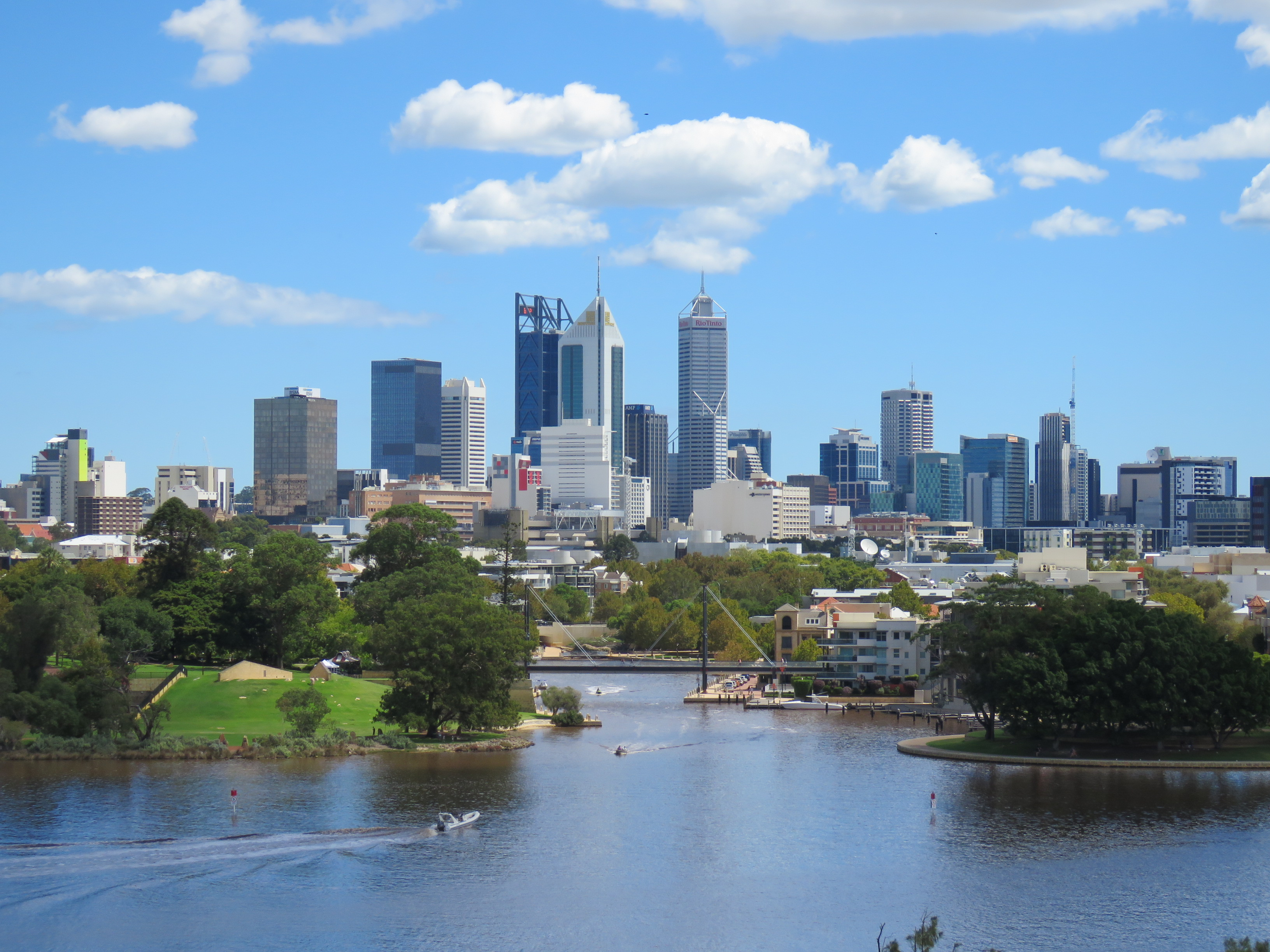
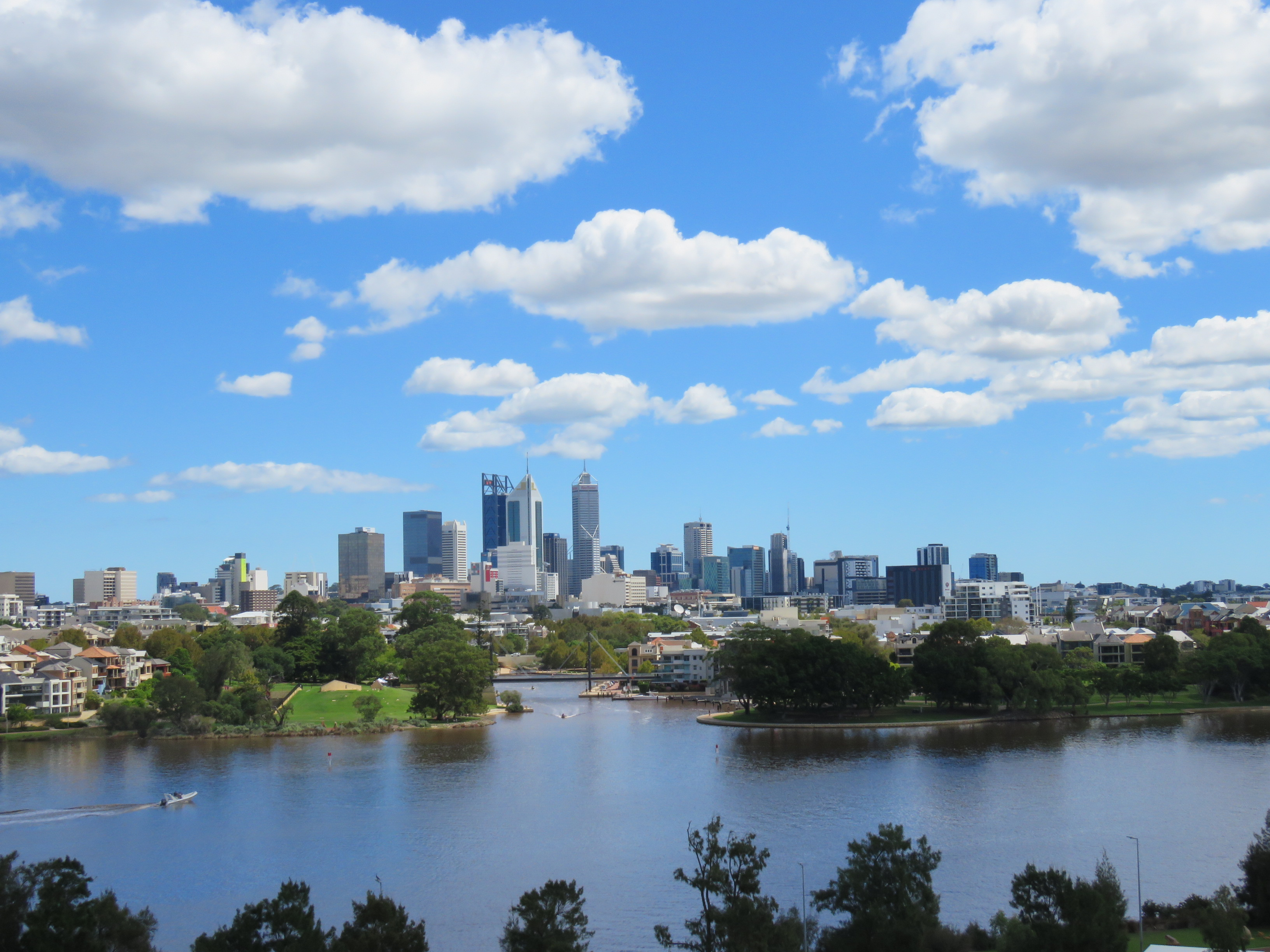
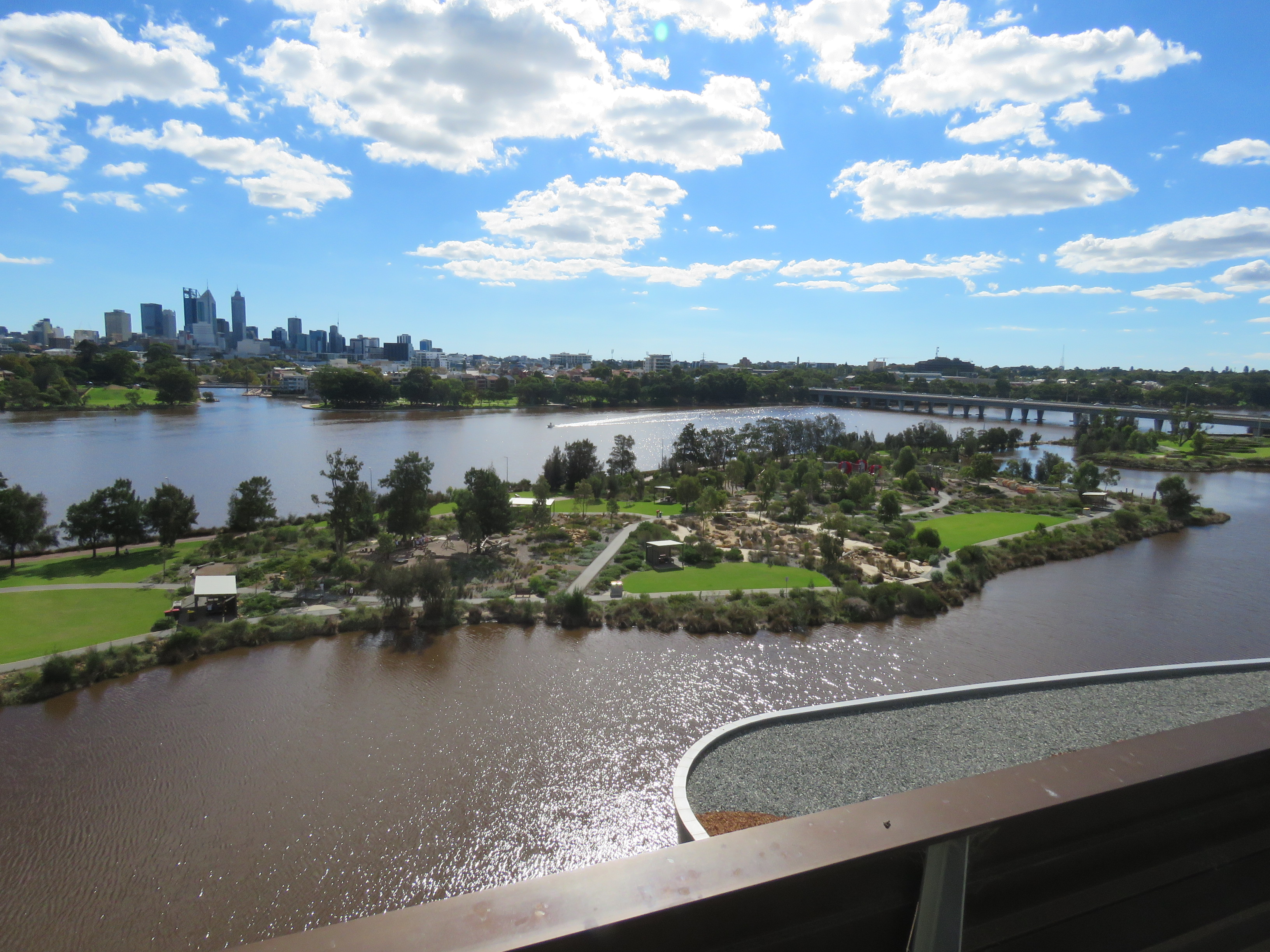

## دانشگاه ها
- دانشگاه کورتین
- دانشگاه استرالیای غربی
- دانشگاه ادیث کوان
- دانشگاه مرداک
- The University of Notre Dame Australia